# Gemeinschaft der Eigenen
A Gemeinschaft der Eigenen ("Comunidade de Autoproprietários") ou simplesmente GdE foi uma associação literária bissexual fundada em 1903 por Adolf Brand como uma das primeiras do mundo em Berlim. Serviu para apoiar a revista Der Eigene de Brand e foi uma primeira aproximação à ideia de união de egoístas, inspirada inicialmente, e de maneira parcial, em alguns princípios ideológicos stirnerianos.

## História
O grupo foi fundado em 1903 como uma espécie de círculo fechado de leitores e editores de revistas a partir dos assinantes da revista Der Eigene. As razões para a fundação da associação são desconhecidas, mas o próprio Adolf Brand comentou numa brochura de propaganda em 1925: “O GdE foi pioneiro. Fundado em maio de 1903 em Berlim com a equipe e leitores da revista de arte Der Eigene para viabilizar seu aparecimento, que na época estava em perigo devido a reclamações e perseguições.“ Hubert Kennedy interpretou a fundação do grupo como uma tentativa de escapar da censura, não como uma publicação para o público em geral, mas para um círculo fechado, embora a estratégia não tenha funcionado e Adolf Brand em 1903 tenha sido condenado a dois meses de prisão pela publicação da revista ser julgada "indecente". Em 1905, eles conseguiram ser reconhecidos como uma “revista de arte” no tribunal.

No referido folheto de 1925, Adolf Brand define o grupo como “uma associação privada do escritor Adolf Brand, que está exclusivamente sob a sua direção e administração”. No entanto, existe um documento fundador assinado por doze pessoas:
A Gemeinschaft der Eigenen foi fundada por seu diretor, Adolf Brand, editor da revista de arte Der Eigene. Como signatário do estatuto de fundação participaram: 1. o escritor Dr. Benedikt Friedländer, autor da obra Renaissance des Eros Urano - 2. o proprietário de terra Wilhelm Jansen, fundador da Organisation des Jung-Wandervogel - 3. o pintor Fidus - 4. o escritor Caesareon - 5. o escritor Peter Hille, primeiro crítico de arte de Der Eigene - 6. o compositor Dr. Richard Meienreis - 7. o escritor catedrático Paul Brandt - 8. o escritor Walter Heinrich - 9. o escritor Dr. Reiffegg - 10. o médico da marinha holandesa Lucien von Römer - 11. o escritor Hanns Fuchs - 12. a conselheira de estado Dra. Martha Marquardt.
Sete dos signatários também eram membros do Comitê Científico Humanitário (WhK). As controvérsias entre o GdE, especialmente sobre os textos de Brand, e o WhK são difíceis de entender quando você considera que não só esses sete membros, mas muitos outros, pertenciam às duas associações, que suas respectivas revistas compartilhavam autores e que havia relações pessoais. É possível que tanto um certo complexo de inferioridade de Adolf Brand quanto sua rivalidade pessoal com Magnus Hirschfeld tenham influenciado o fato.
O grupo usava a estratégia do outing - a exposição pública da homossexualidade por pessoas conhecidas ou influentes, levando em consideração o fato de que o ato era crime na Alemanha na época. A primeira vítima dessa técnica foi Kaplan Dasbach, um político centrista, um processo que terminou com relativamente poucas consequências para Adolf Brand porque Dasbach não estava muito interessado no assunto. Em vez disso, o escândalo de 1907 quase acabou com o clube. No meio do caso Harden-Eulenburg, Brand acusou o chanceler Bernhard von Bülow de ser homossexual. Como resultado, Brand foi condenado a um ano e meio de prisão.
A revista Der Eigene não apareceu até 1919, após a Primeira Guerra Mundial. Durante esses anos, a associação continuou a existir e os apoiadores de Brand se encontravam principalmente em 1911 e 1912, todas as quartas-feiras, por volta das 21h, em uma parte separada do restaurante Neues Theatre em Berlim.
Brand diversificou seu editorial e publicou cartões postais eróticos com jovens nus em séries chamadas Raça Alemã ou Raça e Beleza, bem como alguns livros patrióticos e belicosos. Em 1916, Brand foi absolvido em um processo acusado de "publicar fotos indecentes". Sua defesa era que as fotos tinham um propósito científico, artístico e higiênico da raça, mas de forma alguma eram homoeróticas.
Segundo suas próprias informações, o grupo tinha cerca de 2.000 a 3.000 membros. O número pode ser comparado com os quase 50.000 que tinha a maior associação de bissexuais/homossexuais da época, o Bund für Menschenrecht (BfM).

## Objetivos
Embora Brand tenha trabalhado originalmente com Hirschfeld e o Comitê Científico-Humanitário, ele desenvolveu um ponto de vista contrário ao do médico judeu. Hirschfeld defendia a existência de um terceiro sexo entre homem e mulher na linha de Karl Heinrich Ulrichs e seu "homem com alma de mulher". Em vez disso, os membros da GdE, seguidores de Elisar von Kupffer e Benedict Friedlaender, cuja obra Renaissance des Eros Uranios (“O Renascimento do Erotismo Uraniano”, 1904) os impressionou profundamente. Friedlaender defendeu em seu tratado que a homossexualidade era um desejo humano normal e fundamental e se recusou a identificar a homossexualidade com a feminilidade. Eles chegaram a negar sua relação com a “homossexualidade” no sentido de Hirschfeld, e chamaram seus sentimentos de amor aos amigos de “amor entre amigos”.
Além disso, eles acreditavam que Hirschfeld havia medicalizado a homossexualidade, como observou Harry Oosterhuis: “A maioria dos escritores do Der Eigene achava que seus sentimentos e experiências não podiam ser compreendidos em categorias científicas e que a arte e a literatura eram os melhores meios de expressão.” Dito isso, não era um problema biológico, era um problema cultural. Eles rejeitaram qualquer ideia de que o “amor entre amigos” fosse de alguma forma prejudicial à saúde ou degenerado, pois havia uma tendência que consideravam superior até mesmo ao amor heterossexual.
O médico Edwin Bab assumiu uma posição diferente dentro da própria GdE. Apesar da rejeição da origem biológica representada por Hirschfeld, ele não concordou muito com as ideias de Friedlaender e Brand. Bab acreditava que os movimentos homossexual e feminista deveriam ser aliados: como todos os homens eram realmente bissexuais, como alternativa às relações sexuais pré e extraconjugais, os homens deveriam expressar seus desejos sexuais entre si, o que possibilitaria o desaparecimento da prostituição.
Tanto Friedländer quanto o GdE ansiavam por um retorno ao ideal grego, negavam às mulheres qualquer papel social e defendiam uma espécie de pederastia que lembrava o eros clássico e educacional. Embora John Henry Mackay não fizesse parte do GdE, e seus ideais anarquistas defendessem a liberdade para as mulheres, ele pode ser considerado um autor típico dessa forma de pensar. É preciso deixar claro que nenhum deles defendia sexo com meninos pré-púberes, então Mackay se sentia atraído por meninos entre 14 e 17 anos.
O GdE envolveu-se fortemente em campismo e montanhismo, praticando ocasionalmente nudismo, com ênfase não tanto no erotismo do corpo, mas na própria nudez e na saúde, força e determinação, omo parte da Nacktkultur ("Cultura da Natureza") que varria a Alemanha, e que nos anos 1920s acabaria por se desenvolver na Freikörperkultur ("Cultura da Liberdade do Corpo") de Adolf Koch.
Alguns membros tinham tendências antissemitas, incluindo Adolf Brand, e desenvolveram uma teoria do super-homem homossexual, o herói que era superior ao heterossexual. Nesse sentido, o pensamento do GdE se conecta com alguns aspectos do Nazismo, em seu ideal do homem masculino, embora suas tendências anarquistas e posteriormente a consciência da homofobia os mantivesse à distância. Na verdade, Brand tentou coexistir com o nazismo por meio de uma carta aberta, o que obviamente não foi possível, mas permitiu-lhe escapar da perseguição por causa de sua orientação sexual, mesmo estando na pobreza.

## Leitura complementar
- Manfred Herzer, 1997, „Adolf Brand und Der Eigene.“ Sternweiler, Andreas; Hannesen, Hans Gerhard, Hrsg. Auf Wiedersehen nach Berlin? 100 Jahre Schwulenbewegung (in deutscher Sprache). Berlin: Verlag Rosa Winkel. ISBN 3-86149-062-5
- Rainer Herrn, 1999, Anders bewegt. 100 Jahre Schwulenbewegung in Deutschland. MännerschwarmSkript Verlag, Hamburg 1999, ISBN 3-928983-78-4, S. 80.
- Hubert Kennedy, Adolf Brand
- Edgar J. Bauer, Drittes Geschlecht, „Der Eigene: sein Gründer“
- Niko Wahl, 2004, „Die Situation Homosexueller in Österreich vor 1938“, Verfolgung und Vermögensentzug Homosexueller Auf das Gebiet der Republik Österreich während der NS-Zeit: Bemühungen um Restitution, Entschädigung und Pensionen in der Zweiten Republik, Oldenbourg Wissenschaftsverlag, S. 94. ISBN 978-3-486-56798-4
- Marina Schuster: Die Gemeinschaft der Eigenen (Berlin), in: Wulf Wülfing, Karin Bruns und Rolf Parr (Hrsg.): Handbuch literarisch-kultureller Vereine, Gruppen und Bünde 1825–1933. Stuttgart : Metzler, 1998, S. 132–141